# Edificació sostenible
En arquitectura, l'edificació sostenible (també coneguda com a edificació verda de l'anglès green building) és un model que busca minimitzar l'impacte ambiental de la seva activitat en el medi ambient al llarg de tot el seu cicle de vida.
Els principis de l'edificació sostenible inclou:
- La consideració de les condicions climàtiques, la hidrografia i els ecosistemes de l'entorn en què es construeixen els edificis, per obtenir el màxim rendiment amb el menor impacte.
- Ús eficient de l'energia mitjançant l'ús de solucions constructives que permetin cobrir la demanda amb l'energia solar passiva i la resta amb fonts d'energia renovables.
- L'eficàcia i moderació en l'ús de materials de construcció tenint en compte l'impacte ambiental al llarg del seu cicle de vida.
- L'ús eficient de l'aigua mitjançant l'aprofitament de l'aigua de pluja, la reutilització de l'aigua i el reciclatge de les aigües grises.
- La protecció de la salut dels ocupants i la millora de la productivitat dels empleats
- La reducció dels residus, la contaminació i la degradació del medi ambient

En altres paraules, el disseny d'edificis sostenibles consisteix a trobar l'equilibri entre la construcció d'edificis i la sostenibilitat mediambiental definida en l'informe Brundland com la satisfacció de les necessitats de les generacions actuals sense comprometre la capacitat de les generacions futures per satisfer les seves necessitats. Això requereix una estreta col·laboració de l'equip de disseny d'edificis, arquitectes, arquitectes tècnics i enginyers, i el client en totes les fases del projecte.

## La reducció de l'impacte ambiental
A nivell mundial, els edificis són els responsables d'una part important del consum de l'energia, l'aigua i el l'ús dels recursos naturals per a l'ús com a productes de construcció. El sector de la construcció té el major potencial d'oferir importants reduccions en les emissions a baix o cap cost. Els edificis representen el 18% de les emissions globals d'avui en dia, o l'equivalent a 9 milions de tones de CO2 a l'any. Si les noves tecnologies en la construcció no s'adopten durant aquest període de ràpid creixement, les emissions podrien duplicar per a l'any 2050, d'acord amb l'informe del Programa de les Nacions Unides per al Medi Ambient.
L'Agència Internacional de l'Energia va llançar una publicació que estima que els edificis existents són responsables de més del 40% del consum total d'energia primària del món i el 24% de les emissions globals de diòxid de carboni

## Objectius de l'edificació sostenible
L'edificació sostenible inclou els beneficis ambientals, econòmics i socials essent aplicable en la nova construcció i en la rehabilitació o renovació dels edificis existents.
Mentre que les pràctiques o tecnologies emprades en l'edificació sostenible estan en constant evolució i poden diferir d'una regió a una altra, els principis fonamentals són: l'estudi de l'emplaçament adequat i l'eficiència del disseny per aconseguir un aprofitament passiu de l'energia, l'eficiència energètica, l'eficiència de l'aigua, l'eficiència dels materials, la optima qualitat ambiental interior, l'optimització de les operacions de manteniment, la reutilització del productes, la valorització dels residus i la minimització del rebuig de materials.

## Emplaçament i disseny de l'edifici
La base de qualsevol projecte de construcció té les seves arrels en les etapes de disseny. L'etapa de disseny, és la principal, ja que de totes les etapes que formen el cicle de vida d'un edifici és la que té un impacte major en el costos econòmics i ambientals de l'edifici.
Una decisió incorrecta en la fase de disseny pot fer impossible la seva rectificació en una etapa posterior o fer-la inviable econòmicament.

## L'eficiència energètica i les energies renovables
Els edificis sostenibles sovint inclouen mesures per reduir el consum d'energia tant l'energia embeguda en els productes que s'utilitzen com l'energia per proporcionar serveis a l'edifici com ara la climatització, il·luminació, etc.
Per a elegir productes amb un baix consum energètic s'utilitza les dades que subministren les declaracions ambientals de productes.
Per reduir el consum d'energia en l'edifici en servei, els dissenyadors utilitzen eines per a modelitzar l'edifici i preveuen el seu comportament. Actualment la tecnologia BIM permet que aquesta modelització sigui en 3D i incorpori informació per al seu ús i manteniment posterior.
La generació in situ d'energia renovable a través d'instal·lacions integrades en l'edifici com són l'energia solar , l'energia mini eòlica , la biomassa o la geotèrmia pot reduir significativament l'impacte ambiental de l'edifici.

## L'eficiència de l'aigua
La reducció del consum d'aigua i la protecció de la qualitat de l'aigua són objectius clau en la construcció sostenible. Una qüestió crítica de consum d'aigua és que en moltes àrees, les demandes sobre l'aqüífer subministrament excedeixen la seva capacitat de recuperar-se. En la mesura del possible, les instal·lacions han d'augmentar la seva dependència de l'aigua, que es recapta, utilitza, purificat i reutilitzat en el lloc. La protecció i conservació de l'aigua a tota la vida d'un edifici es poden dur a terme mitjançant el disseny d'instal·lacions duals que reciclin l'aigua residuals de la cisterna del vàter o mitjançant l'ús d'aigua per al rentat dels cotxes.

## L'ús de materials ambientalment més sostenibles
En tots els projectes d'edificació cal que el projectista triï els materials i solucions constructives amb què construirà l'edifici. Per a això disposa d'informació sobre les propietats i característiques tècniques dels materials que li permeten triar el material més adequat per garantir la qualitat, les prestacions i les exigències bàsiques que s'exigeixen. Ara bé, això es complica quan es tracta d'avaluar el comportament ambiental d'un producte, ja que difícilment trobarà en el mercat informació i dades fiables que li permetin comparar i prendre una decisió al respecte.
Per donar resposta a aquesta imperiosa necessitat s'ha fet un important esforç a nivell mundial en el desenvolupament del que es coneix com a ecoetiquetes tipus III o Declaracions Ambientals de Productes (DAP) (de l'anglès, Environmental Product Declaration, EPD). Aquestes ecoetiquetes tipus III, formen part de la família d'etiquetes ecològiques definides en la sèrie de Normes Internacionals ISO 14020.
Sent les úniques que faciliten informació del comportament ambiental del producte per permetre la comparació amb altres productes similars mitjançant dades quantitatives basats en l'anàlisi del cicle de vida el qual és verificat per un organisme independent que permet acreditar que la informació és objectiva, comparable i creïble. Aquesta verificació independent és la principal diferència amb les ecoetiquetes tipus II o autodeclaracions, definides en la Norma ISO 14021 i en les que el fabricant d'un producte exposa informació sobre algun aspecte ambiental del producte sense que aquest hagi estat comprovat i verificat per un tercer.
La Direcció General de Qualitat de l'Edificació i Rehabilitació de l'Habitatge (DGQERH), la Direcció General de Qualitat Ambiental (DGQA) del Departament de Medi Ambient i Habitatge (DMAH) i el Col·legi d'Aparelladors, Arquitectes Tècnics i Enginyers d'Edificació de Barcelona -CAATEEB- van impulsar la creació del primer Programa espanyol de Declaracions Ambientals de Productes -DAP-. Aquest programa d'ecoetiquetes tipus III, específicament de productes de la construcció, es diu Programa DAP®construcción Arxivat 2016-11-24 a Wayback Machine. i els productes registrats poden usar la marca i el logotip DAP®cons Arxivat 2016-11-27 a Wayback Machine. per ser reconeguts al mercat.
El procés per obtenir una DAP®cons comporten la realització d'un inventari global i multicriteri dels impactes ambientals del producte des del seu origen fins al final de la seva vida útil, amb el qual es realitza una avaluació sobre una base científica i reglamentària, utilitzant el mètode d'Anàlisi del Cicle de Vida (ACV), sent diversos els paràmetres que s'informen i entre els quals destaquen: el consum energètic, l'esgotament de recursos, el consum d'aigua, els residus sòlids, l'acidificació atmosfèrica, la pol·lució de l'aire i de l'aigua, la destrucció de la capa d'ozó, la formació d'ozó fotoquímic, etc ...
Les declaracions ambientals de productes han d'ésser verificats per professionals o institucions independents acreditades pels Programes comprovant el compliment de les normes internacionals, els requisits del programa i les regles de categoria de producte corresponents el que garanteix la veracitat, la qualitat i l'exactitud de la informació i les dades utilitzades.

## Qualitat de l'aire interior
Els éssers vius utilitzem l'aire per obtenir l'energia que necessitem per mantenir-nos vius, posant-nos en contacte directe amb l'ambient que ens envolta de forma directa i permanent. L'aire ha de disposar d'un adequat estàndard de qualitat, amb una bona relació de gasos el més lliures de contaminants possible. Alguns d'aquests contaminants tenen la capacitat de causar malalties respiratòries, cardíaques o danys en altres òrgans del cos, ja que els humans utilitzem l'aire en els pulmons per l'oxigenació de la sang que circula per tot el cos.
Hi ha edificis en què els seus usuaris presenten un conjunt de malalties originades o estimulades per la contaminació de l'aire. Aquesta circumstància ha estat definida per l'Organització Mundial de la Salut ha com "Síndrome de l'Edifici Malalt".
La qualitat de l'aire interior busca disposar d'un estàndard saludable de la qualitat interior de l'aire mitjançant la renovació de l'aire interior amb la seva extracció de l'aire interior viciat i la filtració de l'admissió de aire atmosfèric exterior.
La necessitat de disposar d'un bon confort interior en els habitatges, sense males olors, ni humitats per condensació, ha comportat que es desenvolupin a cada país normatives específiques per garantir una bona qualitat de l'aire interior en els edificis. A Espanya el marc normatiu que el regula és el Codi tècnic de l'edificació -CTE- (2006) i el Reglament d'Instal·lacions Tèrmiques en els Edificis -RITE- (2007).
En el CTE es desenvolupen les exigències bàsiques de qualitat que han de complir els edificis i en el qual s'estableix que: "els edificis han de disposar de mitjans perquè els seus recintes es puguin ventilar adequadament, eliminant els contaminants que es produeixen de manera habitual durant l'ús normal dels edificis, de manera que s'aporti un cabal suficient d'aire exterior i es garanteixi l'extracció i expulsió de l'aire viciat pels contaminants".
El compliment d'aquesta exigència bàsica es desenvolupa en el document bàsic DB HS-3 "Qualitat de l'Aire Interior", sent el seu àmbit d'aplicació els edificis d'habitatges, els magatzems de residus, els trasters, els aparcaments i garatges; i, en els edificis de qualsevol altre ús, als aparcaments i els garatges. Per a la resta d'edificis és d'aplicació el Reglament d'Instal·lacions Tèrmiques dels Edificis -

## Reducció dels residus
El sector de l'edificació és dels sectors que genera més residus. El sector de la construcció i enderroc produeix un terç del total dels residus que es produeix a la UE. Una part d'aquests residus són contaminants. És per això que es tant important actuar en la seva reducció mitjançant la reutilització, la valorització dels residus i la minimització del rebuig.
La reutilització de productes és un dels camps que més recorregut li falta per córrer en el nostre país. La indústria de la reutilització de materials pràcticament no existeix.
Quan els edificis arriben al final de la seva vida útil són enderrocats. La gestió dels seus residus és fonamental per aconseguir, recuperar-los o valorar-los. La desconstrucció és un mètode d'enderroc que permet la selecció dels materials en la pròpia obra per després traslladar-los als centres de transferència o valorització.
Actualment a Catalunya hi ha una legislació que en regula el seu procés, tot i que les iniciatives europees de la Comissió Europea estan impulsant mesures per a anar cap a una economia circular com l'auditoria de residus de construcció i enderrocs. A Catalunya s'ha aprovat Estratègia d'impuls a l'economia verda i a l'economia circular. L'organització espanyola GBCe ha realitzat un informe de posicionament del sector de l'edificació en economia circular. Aquestes estratègies persegueixen la minimització del rebuig potenciant-ne la valorització per a reduir la utilització de recursos naturals verges. En el cas de la construcció es persegueix que els propis edificis siguin les canteres dels nous edificis.

## Marc internacionals

### Quart Informe de l'IPCC
Canvi Climàtic de 2007, el Quart Informe d'Avaluació (AR4) del Panell Intergovernamental de les Nacions Unides sobre el Canvi Climàtic ( IPCC ), és el quart d'una sèrie de tals informes. L'IPCC va ser establert per l'Organització Meteorològica Mundial (OMM) i el Programa de les Nacions Unides per al Medi Ambient (UNEP) per avaluar la informació científica, tècnica i socioeconòmica en relació amb el canvi climàtic, els seus possibles efectes i les possibilitats d'adaptació i mitigació. [62]

### PNUMA i el canvi climàtic
Programa de les Nacions Unides per al Medi Ambient PNUMA treballa per facilitar la transició cap a societats de baix carboni, donar suport als esforços a prova de clima, millorar la comprensió de la ciència del canvi climàtic, i sensibilitzar el públic sobre aquest desafiament global.

### Indicador de gasos amb efecte d'hivernacle
L'Indicador de gasos amb efecte d'hivernacle: Directrius del PNUMA per calcular les emissions de gasos amb efecte d'hivernacle per a empreses i organitzacions no comercials

### Programa 21
Agenda 21 és un programa dirigit per les Nacions Unides (ONU) relacionats amb el desenvolupament sostenible. És un pla integral de mesures que s'han de prendre a nivell mundial, nacional i local per les organitzacions de les Nacions Unides, els governs i els grups principals en totes les àrees en què els éssers humans impacte en el medi ambient . El nombre 21 es refereix al segle 21. Agafant aquesta iniciativa com a exemple l'Ajuntament de Barcelona va editar un document anomenat "21 consells per tenir l'habitatge sostenible que pretén ser una ajuda als usuaris d'habitatges perquè en la seva vida quotidiana portin a terme accions que redueixin l'impacte ambiental del seu habitatge, alhora que suposaran un estalvi econòmic important a curt termini.

### WGBC
El World Green Building Council és una associació internacional, sense ànim de lucre que té com a missió l'impuls de l'edificació sostenible en els país membres. Està present en més de cent països, per la qual cosa és l'organització internacional més gran del món que influeix en el mercat de l'edificació sostenible.
L'any 2014 es va organitzar congrés mundial d'aquesta organització en la ciutat de Barcelona: World Sustainable Congress Barcelona.

### GBCe
GBCe és una organització autònoma afiliada, "World Green Building Council", WGBC, de la qual constitueix el Consell Espanyol. En l'actualitat GBC Espanya ha estat reconeguda com a Established Council (membre de ple dret) d'aquesta organització. El procés ha estat guiat per United States Green Building Council, USGBC.
Així mateix, treballa en el marc de l'Associació "International Iniciative for a Sustainable Built Environment", iiSBE, amb seu a Ottawa (Canadà), de la qual constitueix el Capítol Espanyol.